# Cadillac Runabout and Tonneau

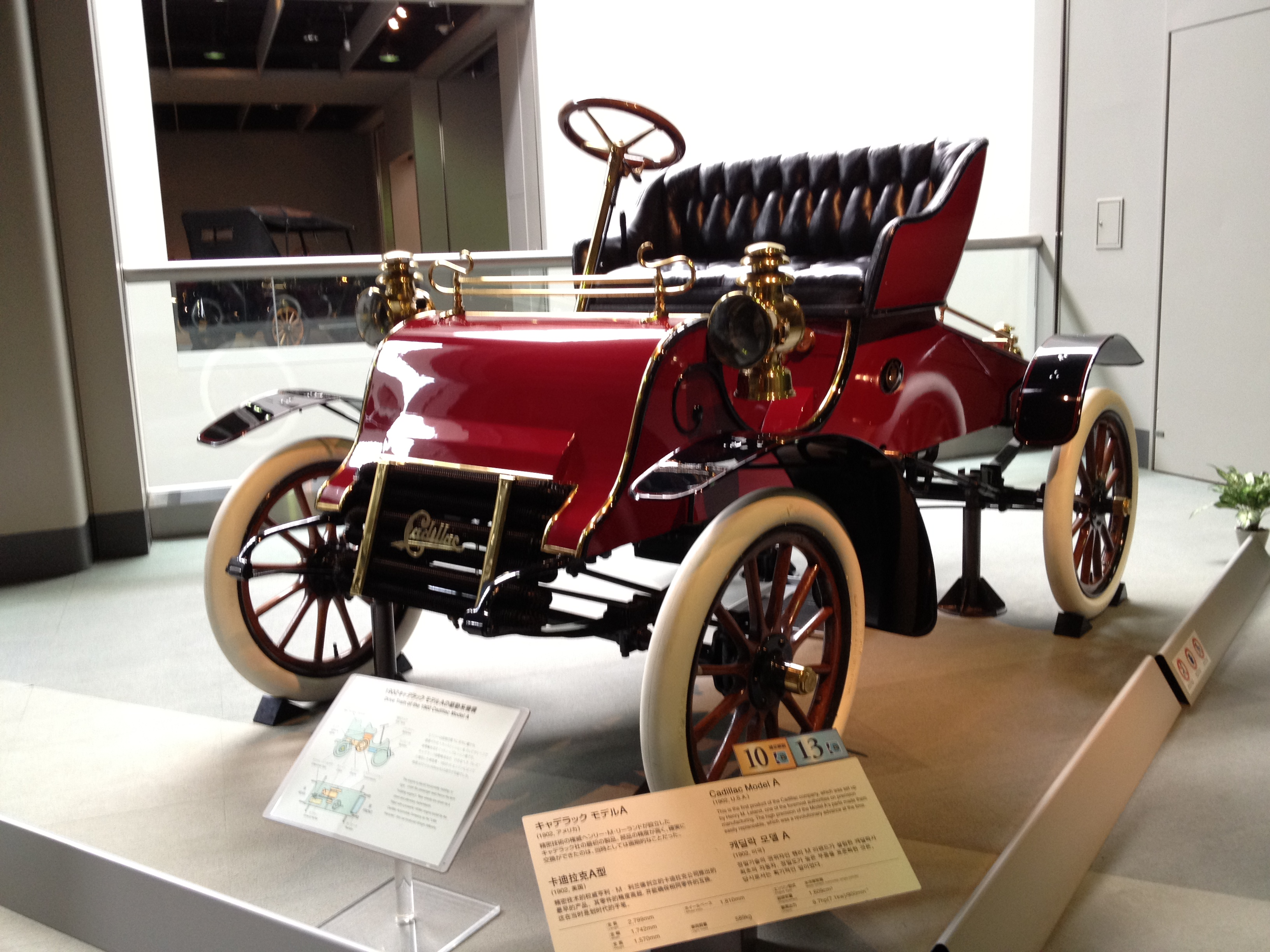
Модель Cadillac 1903 Runabout представлена в 1902 році

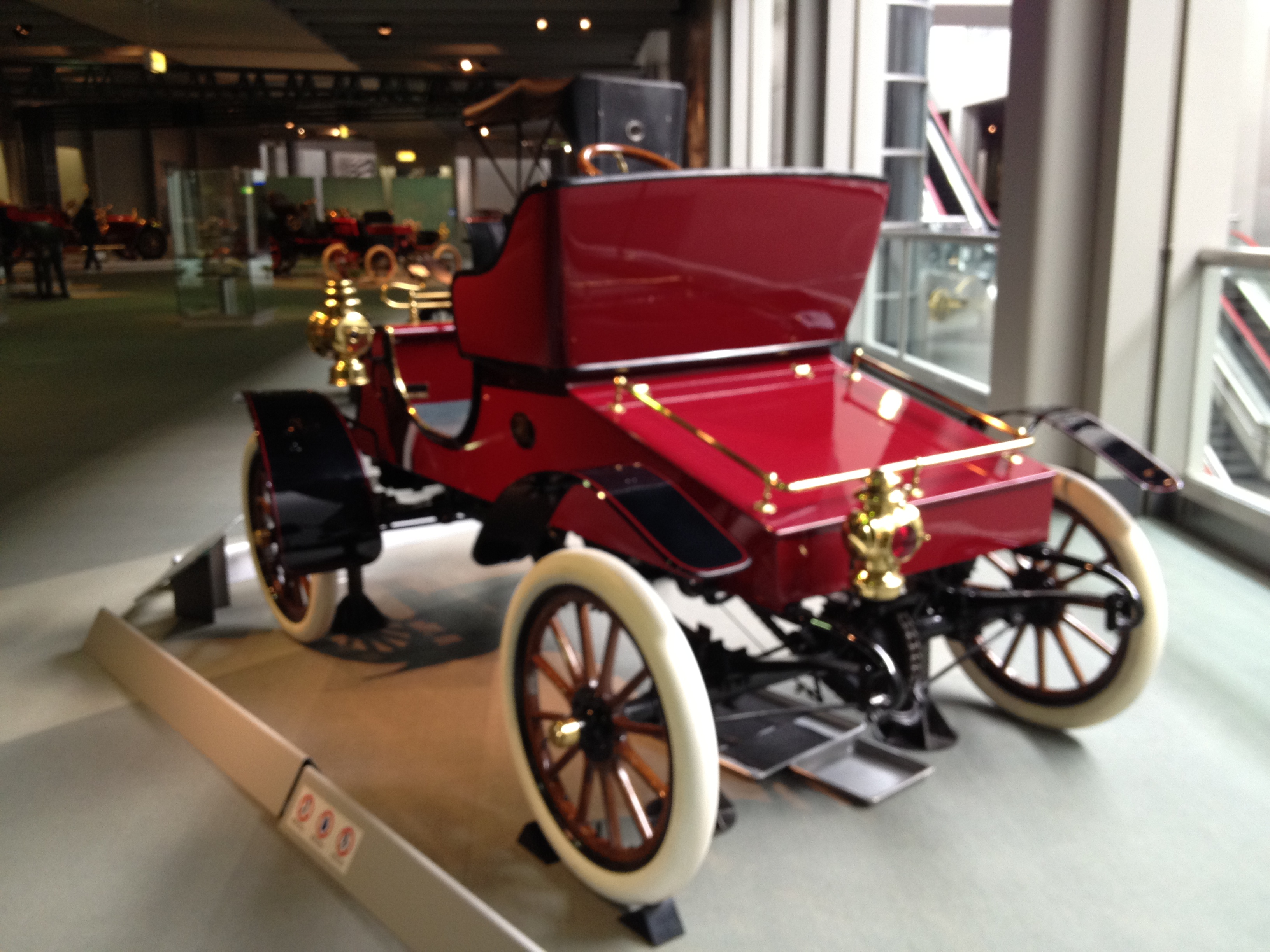

Перші автомобілі Cadillac  були 2-місні " безкінні коляски", які працювали на одноциліндрових двигунах, розроблених Генрі Мартіном Леландом та побудовані компаніями Leland та Faulconer Manufacturing Company з Детройта.
Модель Cadillac 1903 року, побудована в останньому кварталі 1902 року.
У серпні 1902 року автомобільна компанія Cadillac,  названа на честь засновника міста Антуана Ломе, самоназваного Антуана Ломе де Ла Моте, сієра де Каділлака, розпочала виробництво малітражок і назвала їх "Cadillac". Модель B 1904 року була вдосконаленням Моделі 1903 року. Хоча вона все ще була одноциліндровим автомобілем із середнім двигуном, тепер вона мала розширену передню та поперечну передню підвіску. З введенням Моделі B стиль 1903 року став називатися Моделлю A. Моделі  A і B були доступні як двомісний пасажирський автомобіль або чотири пасажирські задні тоно. 
Одноциліндровий Cadillac  пропонували до 1908 р. у вигляді малолітражки, тонно або кузова під різними модельними позначеннями.

## Одноциліндровий двигун
Моделі A, B, C, E та F мали одноциліндровий 98.2куб.см. двигун з оцінкою від 6,5 до приблизно 9 к.с., в залежності від моделі. Циліндр всіх моделей  був відлитий із заліза за допомогою мідної водяної сорочки, розміщений горизонтально і спрямований назад. Отвір і удар були квадратними в 5 дюймів (130мм). Його виробники Леланд та Фолкнер назвали двигун "Маленький Геркулес".
Двигун Cadillac використовував запатентований впускний клапан із змінним підйомом, який ліцензований  Alanson P. Brush . Через обмеження використання патентів Brush компанія була змушена розробити власний чотирициліндровий двигун для пізніших моделей D, L, G та H.

## Модель A

Тонно 1903
задній вхід

Три машини були добудовані для автосалону в Нью-Йорку, який відбувся в січні 1903 року. Всі три машини були продані на цій виставці, а до середини тижня вже було прийнято замовлення на 2286 додаткових одиниць. Автомобілі мали багато схожості з Ford Model A  тому що обидва  продукти розуму Генрі Форда.
Протягом 1903 року було побудовано 2497 автомобілей.   Двомісний автомобіль коштував 750 доларів; необов’язковий знімний тонно  заднього входу коштував 100 доларів і подвоїв пропускну здатність пасажирів. Весь корпус був прикріплений болтами до шасі, і його можна було підняти, не знімаючи та не від'єднуючи жодної сантехніки та проводки. 
Каділаки 1903 року насправді були відомі просто як "Кадилак-біг" і "Каділак-Тонно". Коли в 1904 році був представлений новий Cadillac, він отримав позначення "Модель B". Тільки в той час Cadillac почав називати їх автомобілями моделі A, щоб відрізняти їх від нових моделей 1904 року.
Машина мала похилий, вигнутий, фальшивий капот, коли дивитись спереду, і радіатор. Автомобіль був оголошений як 6+1⁄2 кінської сили (4,8 кВт)  . Потужність передавалася заднім колесам за допомогою ланцюгового приводу через планетарну трансмісію.  22-дюймові дерев'яні колеса мали 12 спиць. 
Варіанти

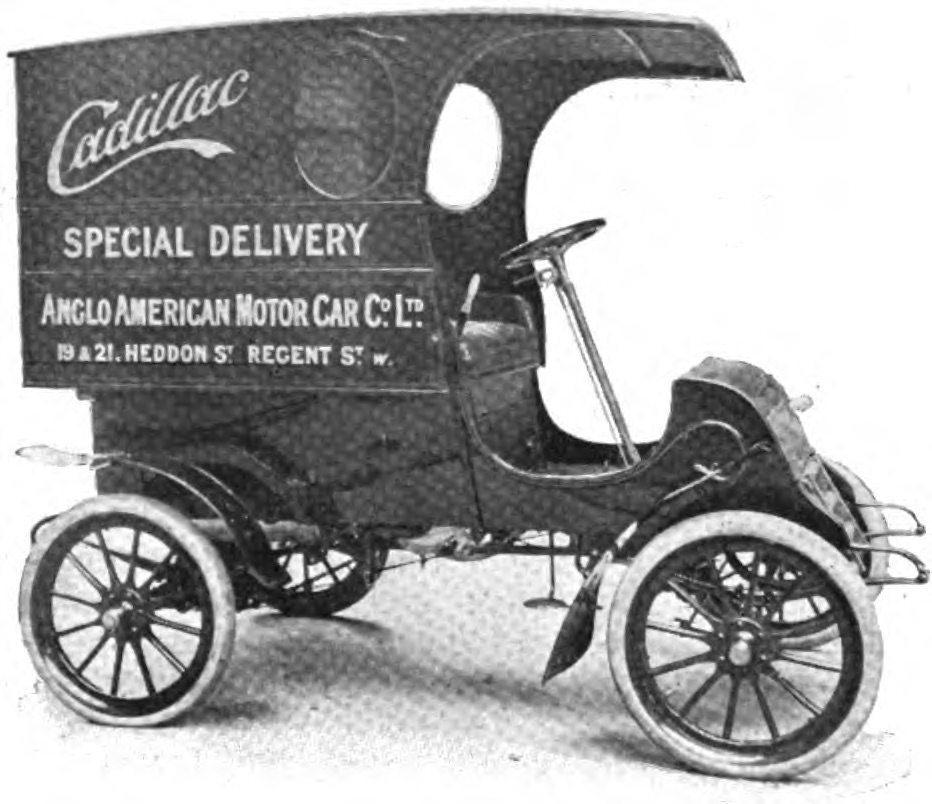
Доставка

- Закріплена на задньому вході тонна, що містить ще два місця, 100 доларів
- Шкіряний верх, бічні штори тощо $ 50
- Гумовий верх, бічні штори тощо 300 доларів
- Налобні та бічні ліхтарі
- Альтернативні ланцюгові зірочки для регулювання швидкості руху [3]

### Репутація
Cadillac мав репутацію надійності, простоти та економічності обслуговування. У 1903 р. Ф.С. Беннет, імпортер Cadillac у Велику Британію, взяв участь у перегонах Sunrising Hill Climb, де це був єдиний одноциліндровий автомобіль. Пройшов перевірку надійності в 1000 миль. Став четвертим у своєму ціновому класі в загальних балах, але першим у своєму класі за балами, набраними за надійність. 

## Модель B (1904)

Модель F 1905
нестандартний лімузин з відкритим приводом з біговими дошками та повними крилами

Модель B 1904 Tonneau
задній вхід (C спереду)

В січні 1904 року представлена модель B Cadillac. Вона була схожа на модель A,  але була використана сталева рама та осі. Модель B мала  довшу колісну базу на 76 дюймів (1 900мм). Передня вісь підтримувала машину через єдину поперечну напівеліптичну пружину.  Похила панель була замінена знімною коробчастою передньою частиною корпусу та вертикальним радіатором. Усі стилі фігури зменшились на 70 фунтів. Ціни зросли на 50 доларів.  Автомобіль рекламували як такий, що має 8+1⁄4 кінської сили (6,2 кВт)На 8+1⁄4 кінської сили (6,2 кВт). Конструкція двигуна не змінилася.
Модель B була доступна як малолітражка, або туристичний автомобіль з знімною задньою вхідною метричною тонно і додатковий Суррей зверху, або з кузовом для доставки. Вартість легкових автомобілів - 900 доларів, а вага - приблизно 1450 фунтів (660кг). Зараз опції включали звуковий  ріг та колоду, щоб замінити тонно. Модель B продовжували випуск до 1905 року. 

## Модель C (1905)

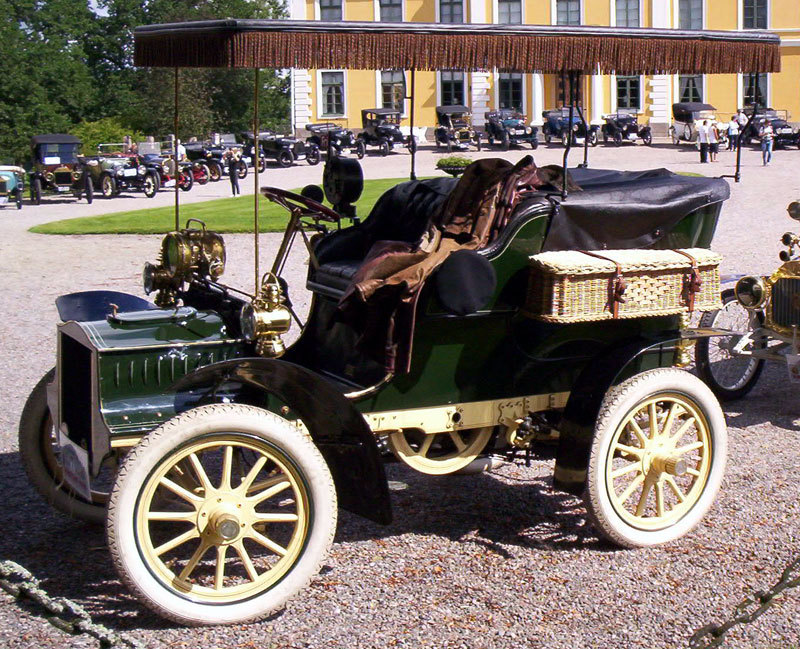
Туристичний автомобіль моделі C 1905 року
тоно з заднього входу, верхня частина Суррей

Модель C був призначений замінити старі Моделі A і B на літо 1905 року. Він використовував більшу частину шасі Моделі B, але використовував капот і радіатор Моделі F. Тонно було знімним, на відміну від Моделі F.
Модель C була доступна як малолітражний автомобіль за ціною 750 доларів США, так і туристичний автомобіль вартістю 850 доларів США, із знімним тонометром із заднім входом та додатковою суррейною вершиною. Легкий автомобіль важив всього 1 330 фунтів (600кг),що на 120 фунтів (54кг) менше, ніж універсал.

## Модель D (1905)
Чотирициліндровий двигун, див. Окрему статтю Cadillac Model D

## Модель E (1905)

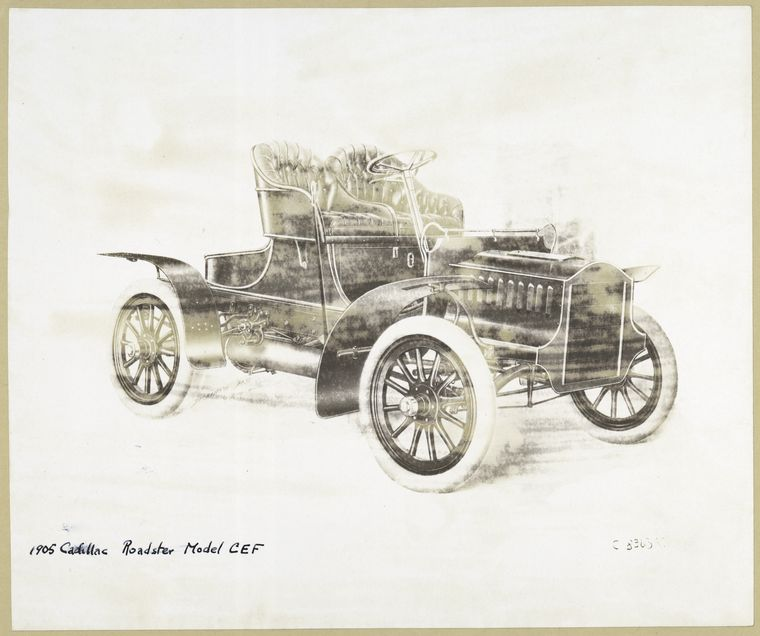
Модель E Runabout 1905

Модель E випущена в січні 1905 року. Це була модель з напівлегкою вагою 1100 фунтів (500 кг)  малолітражна модель із двома місцями. Вартість її становила 750 доларів у 1905 році.
Знімного тонно, щоб зробити його чотиримісним, не було. Арочна передня вісь була трубчастою. Вісь отримала ферму, а потім додали коромисловий вал між нею та пружиною. Одноциліндровий 98.2 куб.см. двигун з рекламованою потужністю 9 к.с. Планетарна передача забезпечувала дві швидкості і реверс. Привід був відведений ланцюгом до задньої осі.
Модель E, яка отримала назву Cadillac Osceola, була із закритим кузовом. Її побудовано у компанії CR Wilson. Пан Леланд звернувся до Osceola з проханням виготовити кузов автомобіля, який був би закритий для стихій. Будівництвом керував Фред Дж. Фішер, який разом із Чарльзом Т. Фішером та іншими його братами заснував Fisher Body. 

## Модель F (1905)

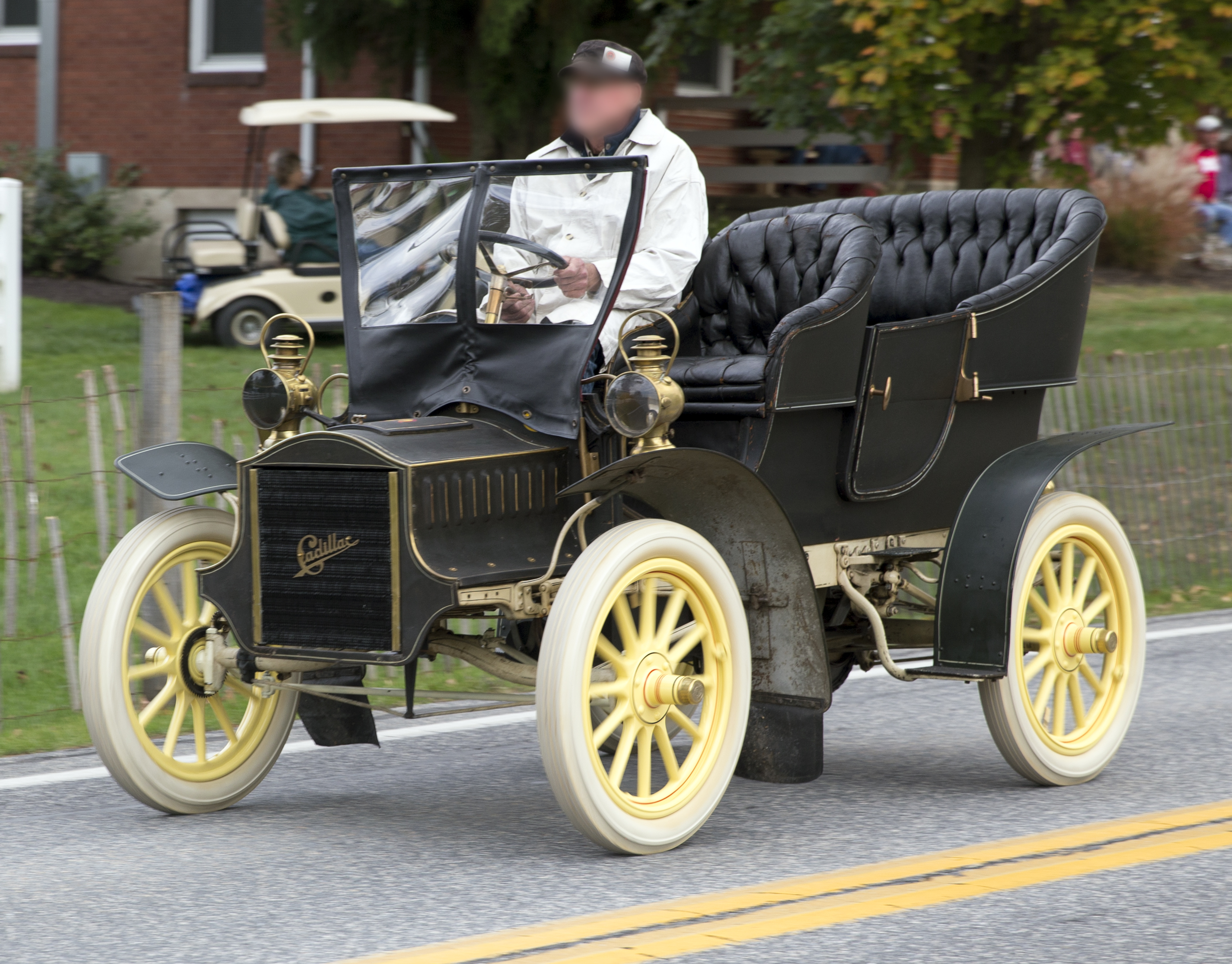
Туристичний автомобіль моделі F 1905 року
тоно з бокового входу

Модель F - нова моделль Cadillac 1905 року. Він мав більш чіткий капот і радіатор. Моделі E і F мали одне і те ж шасі, хоча останнє було подовжено на два дюйми.
Модель F була доступна як 4-місний 2-дверний туристичний автомобіль із боковим входом у фіксований тоннаж або як 2-місний грузовий автомобіль. У 1905 році їх вартість коштувала 950 доларів. Модель F мала ті самі  76 дюймів (1900мм)  колісна база, як це було використано на моделі B.

## Модель G, Модель H і Модель L (1906)
Чотирициліндровий двигун, див. Окрему статтю Cadillac Model D

## Модель К і Модель М (1906–1908)

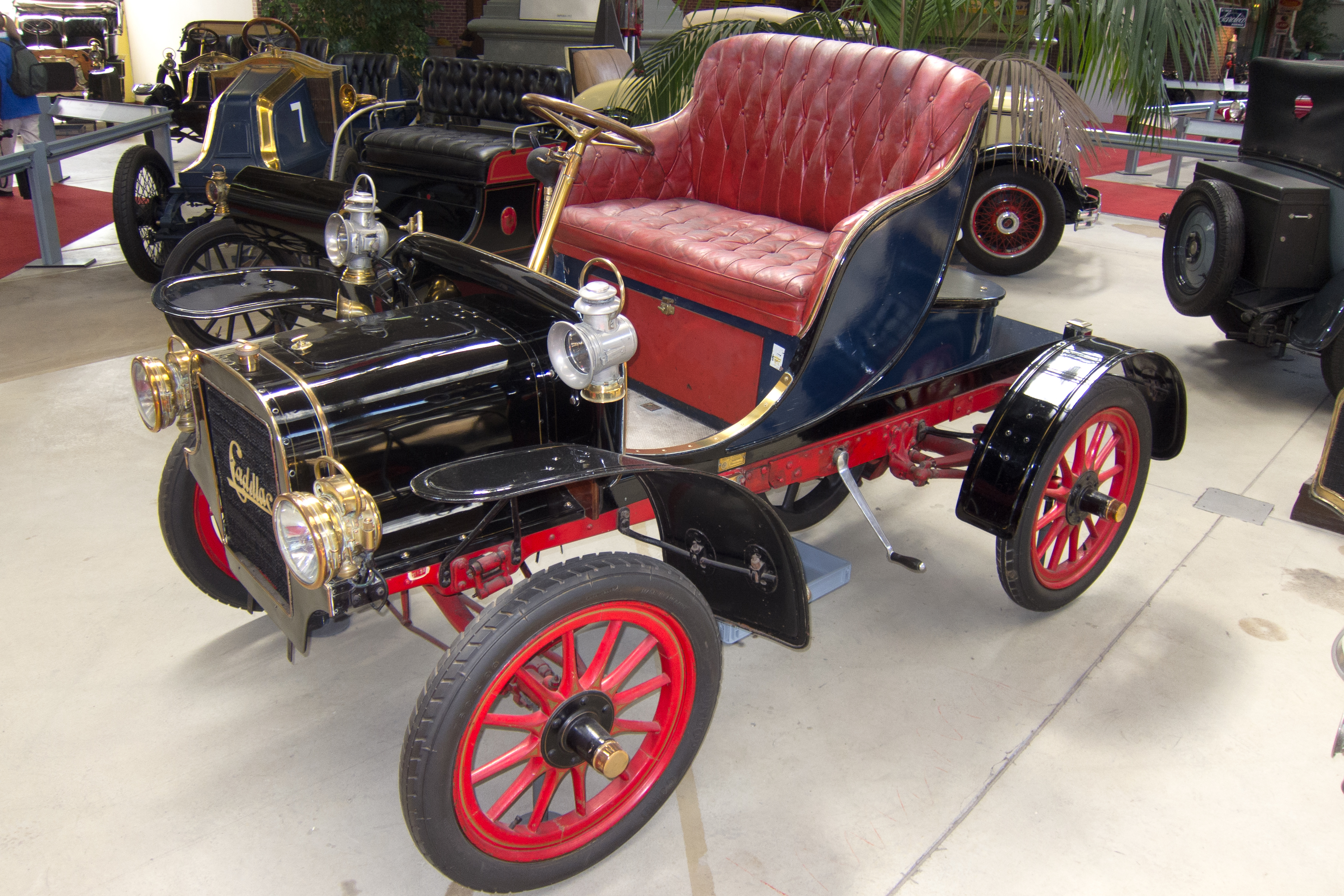
Модель K пробіг 1907 року

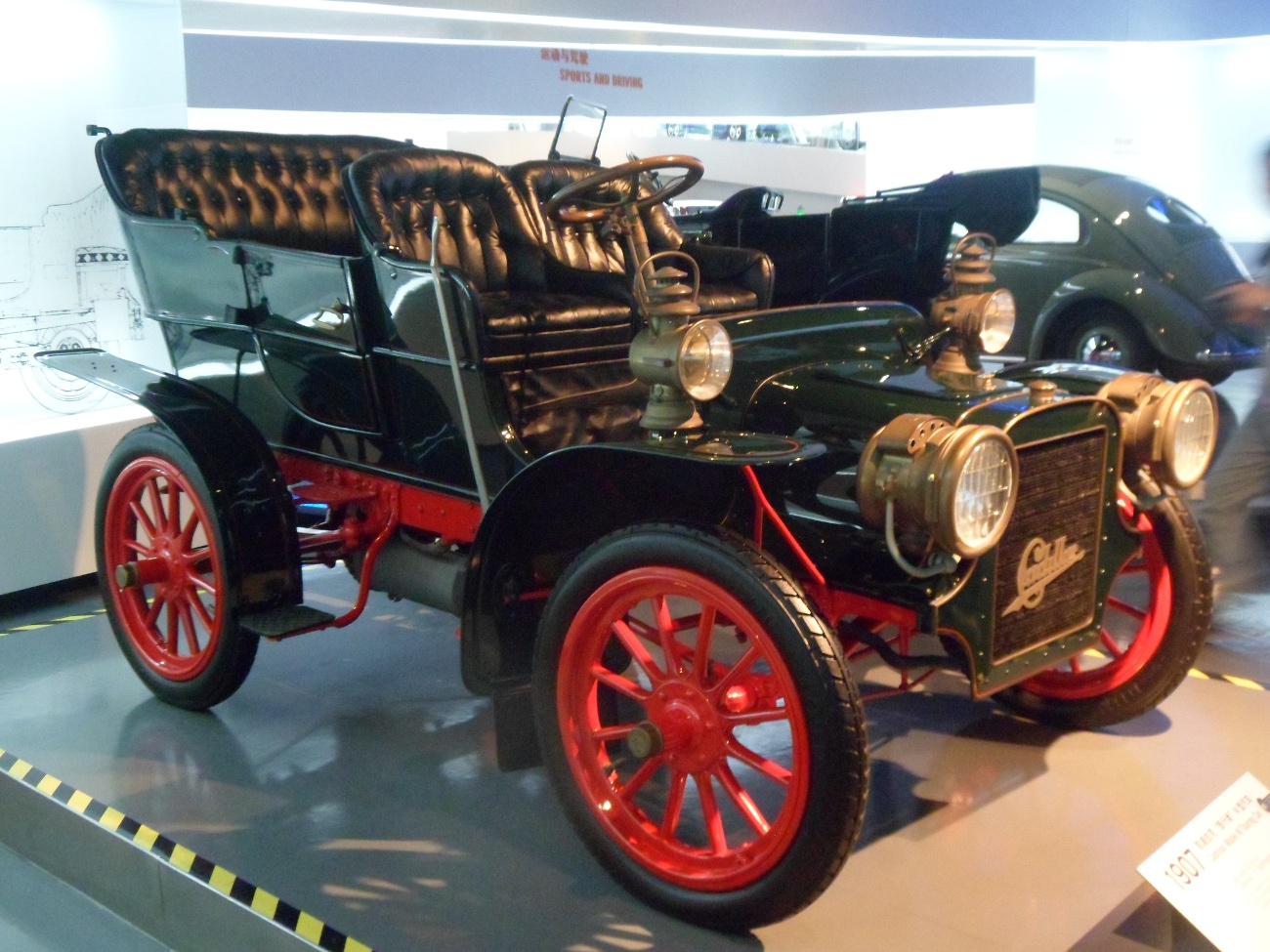
Модель М туристичного автомобіля 1907 року

Одноциліндровий модельний ряд Cadillac був об'єднаний у дві моделі в 1906 році, коротку колісну базу Model K та довгу колісну базу Model M. Цього року було продано 3650 одиниць за ціною 750 доларів за модель K або 950 доларів за модель M. Моделі K і M були з оновленими кузовами в порівнянні з моделями E та F. Виробництво та продаж моделей K та M продовжувалося у 1907 році як у стилі кузова Tulip, так і в прямому облицюванні.
Три моделі K 1907 року використовувались у знаменитому тестуванні Dewar Trophy Королівського автомобільного клубу в Англії.  Їх розбирали, деталі змішували, а потім без проблем збирали. Це тестування закріпило репутацію Cadillac за точність та якість і приніс популярність марці.
Модель M продовжували продавати за ціною 950 доларів як комерційний вантажний транспортний засіб у 1908 році.

## Модель S і Модель T (1908)

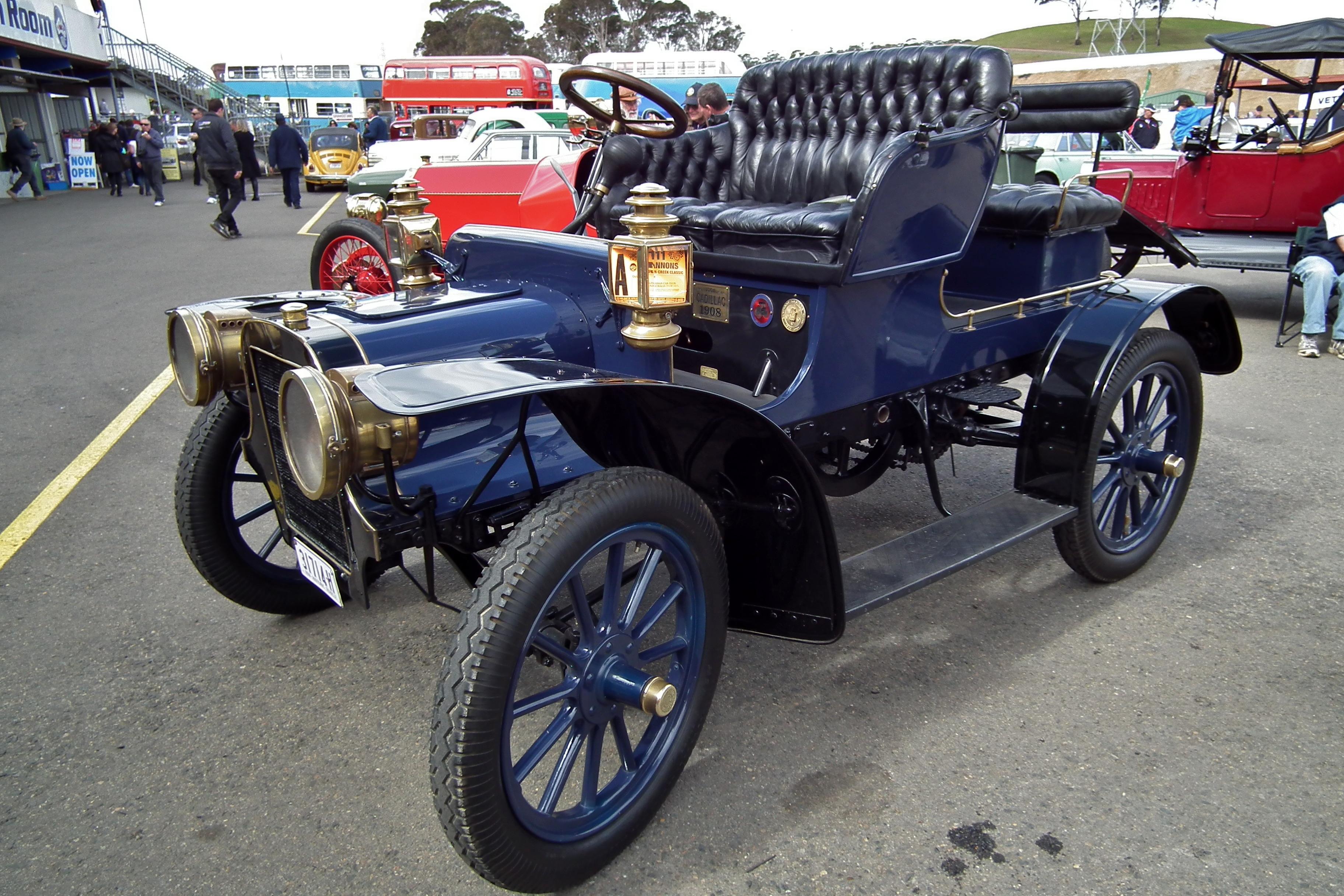
Модель S з біговим сидінням

Моделі S та Model T 1908 року були версіями  Моделі K та Моделі M попередніх років. Колісна база в них була збільшена до 82 фунтів (2100мм). Це були останні одноциліндрові Cadillacs. У 1909 році модельний ряд  був стандартизований для моделі Thirty  з чотирма циліндрами. Основна відмінність між S і T полягала в тому, що останній не мав підніжок .